# Jabal Muthrad
Jabal Muthrad är ett berg i Förenade Arabemiraten.   Det ligger i emiratet Fujairah, i den nordöstra delen av landet, 210 kilometer öster om huvudstaden Abu Dhabi. Toppen på Jabal Muthrad är 373 meter över havet, eller 152 meter över den omgivande terrängen. Bredden vid basen är 1,4 km.
Terrängen runt Jabal Muthrad är kuperad åt nordväst, men åt sydost är den platt. Närmaste större samhälle är Fujairah, 6,9 kilometer sydost om Jabal Muthrad.
Trakten runt Jabal Muthrad är ofruktbar med lite eller ingen växtlighet.